# Wang Xihou
Wang Xihou (王錫侯T, Wáng XīhóuP; Contea di Yifeng, 1713 – Pechino, 27 dicembre 1777) è stato un funzionario cinese.

## Biografia

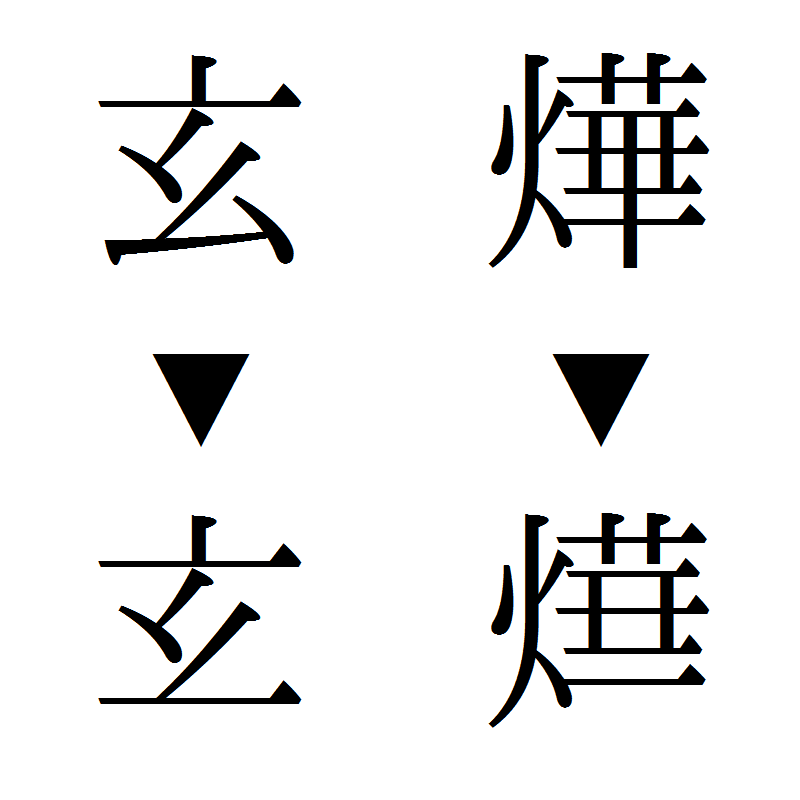
Nome completo (sopra) e censurato (sotto) dell'imperatore Kangxi; scrivere o pronunciare il vero nome dell'imperatore era considerato alto tradimento e costava la vita.

Nacque nel 1713 nella contea di Yifeng, e studiò per diventare un funzionario-letterato della corte cinese. Si laureò nel 1750 entrando in servizio l'anno successivo, e cominciò così una vasta opera letteraria di poesie e soprattutto commentarii alle opere più antiche.
Fu tuttavia proprio una delle sue opere, il dizionario critico Ziguan (字貫) del 1775, a causarne la rovina. Nella prefazione dello Ziguan aveva infatti riportato a scopo esplicativo i nomi di Confucio, dei due precedenti imperatori Kangxi e Yongzheng e dell'imperatore allora regnante Qianlong, raccomandando ai lettori di non pronunciarli o riportarli in accordo al tabù in vigore. Tuttavia agendo così infranse egli stesso la regola, e quando se ne rese conto era già troppo tardi.
Nonostante avesse tentato di correggere il maggior numero di copie possibili dello Ziguan alcuni esemplari non emendati erano circolati, e quando nel 1777 Qianlong aveva scoperto la cosa aveva decretato l'arresto e l'esecuzione del letterato, decapitato a Pechino il 27 dicembre dello stesso anno. In accordo al principio della responsabilità familiare, anche tre figli e quattro nipoti del poeta vennero arrestati per essere giustiziati, ma la pena di molti di loro venne commutata nella riduzione in schiavitù.
Il fatale errore di Wang Xihou causò una purga in seno all'amministrazione cinese, e numerosi ufficiali vennero espulsi dall'esercito o degradati, e il governatore Hai Cheng della provincia dello Jiangxi, luogo d'origine del poeta, venne destituito. Un altro ufficiale, Li Yutang, ammiratore di Wang Xihou, venne degradato per aver scritto una poesia in onore dell'autore. La maggior parte delle copie dello Ziguan vennero distrutte, e solo alcuni esemplari esportati in Giappone sono conservati ancora oggi.